# René-Édouard Claparède
Pour les articles homonymes, voir Claparède.
Ne doit pas être confondu avec Édouard Claparède.
René-Édouard Claparède, parfois appelé Édouard-René Claparède, né le 24 avril 1832 à Chancy et mort le 31 mai 1871 à Sienne, est un médecin et zoologiste suisse ayant eu une carrière universitaire à Genève. Il fut professeur d'anatomie comparée dès 1862 et s'illustra notamment par des travaux ayant trait à divers domaines des sciences naturelles.

## Résumé biographique
Appartenant à une famille de huguenots du Languedoc émigrée à Genève en 1724 en raison des persécutions, il est le fils du pasteur Jean-Louis Claparède et de son épouse Amélie Susanne Perdriau et le frère de l'historien du protestantisme Théodore Claparède (1828-1888). Il fait ses études à l'université de Genève et à celle de Berlin où il suit les cours de zoologie de Johannes Peter Müller. Il obtient son doctorat en médecine en 1857.
Par la suite il succède à François Jules Pictet à l'Académie de Genève : il est titulaire de la chaire de zoologie et d'anatomie comparée à partir de 1862. En 1861, il avait, dans la Revue Internationale Germanique, été l'un des premiers à démontrer l'importance des théories de Charles Darwin. La même année, il s'était vu décerner le grand prix de physique de l'Académie des sciences de Paris.
Parmi les travaux de René-Édouard Claparède on peut retenir l'exploration de la structure des infusoires, l'étude de l'anatomie des annélides, de l'histologie du ver de terre, de l'organisation des mollusques, de l'embryologie des arthropodes et  de l'évolution des araignées.
La place Claparède à Genève lui doit son nom, ce qui prête à confusion avec son neveu homonyme né deux ans après sa mort, le neuropsychologue Édouard Claparède (1873-1940).

## Publications

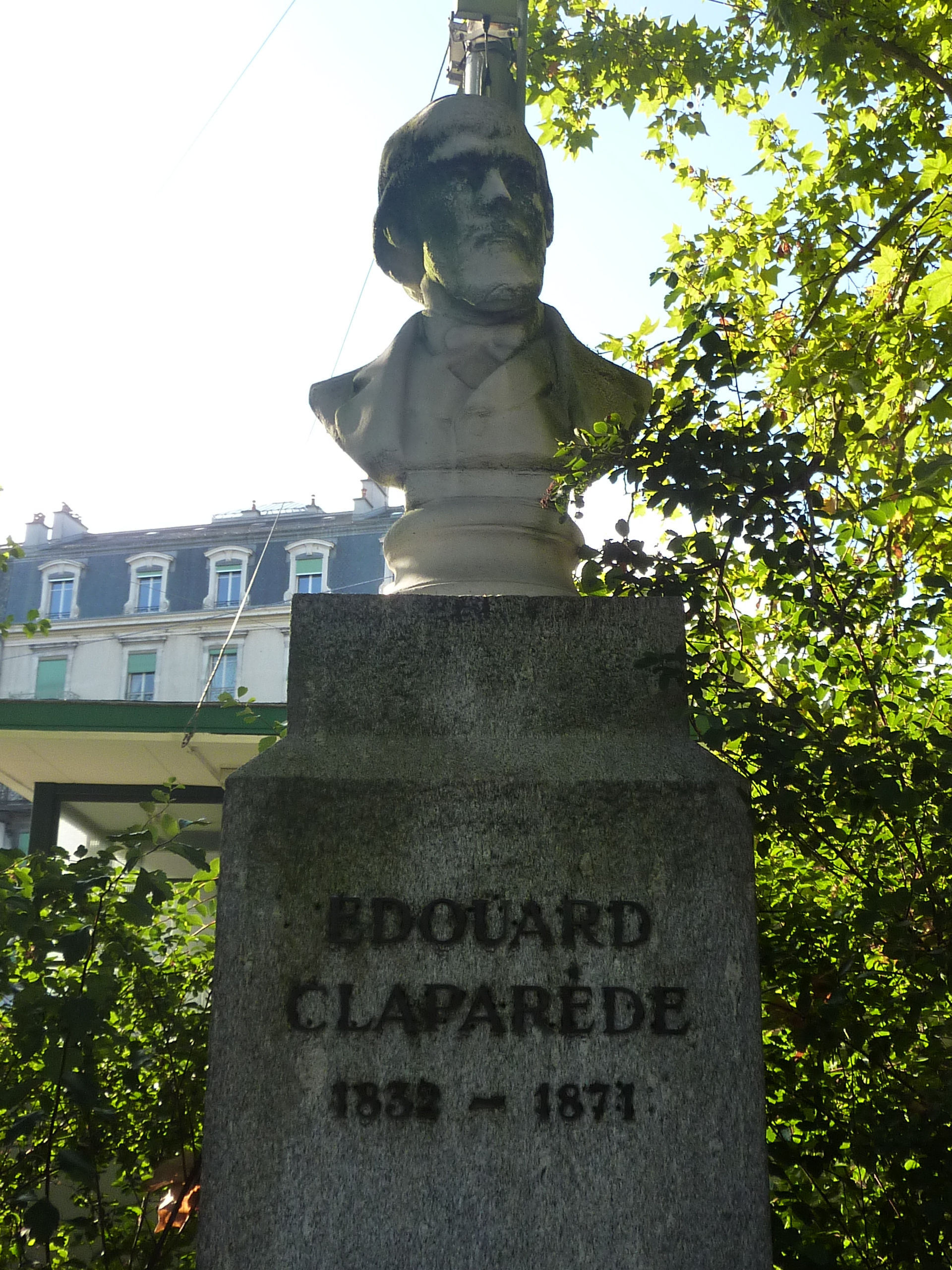
Buste de René-Édouard Claparède, sur la place qui porte son nom à Genève. L'omission de son premier prénom, René, sur le socle de la sculpture favorise la confusion avec son neveu, Édouard Claparède (1873-1940).

- Beitrag zur Anatomie des cyclostoma elegans, 1858
- Études sur les infusoires et les rhizopodes, par Édouard Claparède et Johannes Lachmann, Genève : s.n. , 1858
- Études sur les infusoires et les Rhizopodes, par Édouard Claparède et Johannes Lachmann, Genève : Institut National Genevois , 1859
- De la formation et de la fécondation des œufs chez les vers nématodes, Édouard Jean Louis R. A. Claparède / Genève : J. G. Fick , 1859
- Recherches anatomiques sur les annélides, turbellariés, opalines et grégarines observés dans les Hébrides / Édouard Claparède / Genève : H. Georg, J.B. Baillière , 1861
- Recherches anatomiques sur les oligochètes / par M. Édouard Claparède / Genève : H. Georg, Libraire , 1862
- Recherches sur l'évolution des araignées / par M. Édouard Claparède / Utrecht : C. Van der Post Jr , 1862
- Beobachtungen über Anatomie und Entwicklungsgeschichte wirbelloser Thiere an der Küste von Normandie angestellt / von A. René Édouard Claparède / Leipzig : Wilhelm Englemannn [sic] , 1863
- Glanures zootomiques parmi les annélides de Port-Vendres (Pyrénées orientales), Genève : H. Georg , 1864
- Glanures zootomiques parmi les annélides de Port-Vendres (Pyrénées orientales), Genève, 1864
- Nota sopra un alciopide parassito della Cydippe Densa Forsk, di Eduardo Renato Claparède e di Paolo Panceri, Milano , 1867
- Beiträge zur Kenntniss der Entwickelungsgeschichte der Chaetopoden, von Edouard Claparède, Elias Mecznikow, Leipzig : W. Engelmann , 1868
- Les annelides chétopodes du Golfe de Naples, Édouard Claparède, Genève : H. Georg , 1868
- Les Annélides chétopodes du golfe de Naples... 2, Supplément, Édouard Claparède, Genève : H. Georg , 1870
- La Sélection naturelle et l'origine de l'homme, par M. Claparède, [S.l. : s.n. , 1870]
- Recherches sur l'évolution des araignées..., Édouard Claparede, Genève : H. Georg , 1872
- Recherches sur la structure des annélides sédentaires, par Édouard Claparède, Genève : H. Georg , 1873
- Kinderpsychologie und experimentelle Pädagogik, von Édouard Claparède ; Nach der 4. franz. Aufl. übers. von Franz Hoffmann, Leipzig : Barth , 1911
- Ueber die KalkKörperchen der Trematoden und die Gattung Tetracotyle, Édouard Claparède, 1857
- Anatomie und Entwicklungsgeschichte der Neritina fluviatilis, Édouard Claparède, 1860
- Nota sopra un alciopide parassito della Cydippe densa Forsk, di Eduardo Renato Claparède e di Paolo Panceri

Préfacier
- Psychologie des animaux / Docteur F. Buytendijk ; préface de M ; Ed. Claparède, avec une note de M. le docteur L. Lépinay ; traduction française du docteur H. R. Bredo / Saint-Denis : impr. des anciens établissements Dardaillon , 1928